# Biliardtina
Biliardtina je pojem, který v desítkové soustavě představuje číslo. Záleží ovšem na zemi, ve které se nacházíme, jaké číslo přesně znamená. Desítková soustava uznává dva základní druhy zápisu. V krátké soustavě se vůbec o číslo nejedná, jelikož ho tato soustava vůbec nezná. V dlouhé soustavě, která se používá v Česku, představuje číslo 10−15 (0,000000000000001).